# Věra Krincvajová
Věra Krincvajová (* 31. března 1969 Brno) je česká novinářka, dramaturgyně a televizní producentka.

## Život
Krincvajová se sice narodila v Brně, nicméně brzy poté se s celou svojí rodinou přestěhovala do východních Čech, do Pardubic. V tomto městě strávila své dětství a mládí. Když dospívala, začala jí bavit literatura a i sama se pokoušela svou vlastní tvorbu. Během gymnaziálních studií založila vlastní časopis, a když tato studia dokončila, pokračovala dále na Fakultě sociálních věd Univerzity Karlovy v Praze. Jakmile 17. listopadu 1989 vypukla sametová revoluce, patřila Krincvajová ke studentům, kteří se toho večera účastnili pochodu studentů po pražské Národní třídě, jenž byl nakonec policejním zásahem potlačen. Hned následující den (18. listopadu) se spolu se svou kamarádkou Klárou Pospíšilovou rozhodly navštívit tehdejšího premiéra federální vlády Ladislava Adamce a vylíčily mu své zážitky z demonstrace předchozí dne, včetně jejího násilného potlačení.
Po sametové revoluci patřila spolu s Romanem Vaňkem, Danem Hrubým a Pavlem Žáčkem ke spoluzakladatelům periodika „Studentské listy“. Spolupracovala též se Svobodnou Evropou. Po škole odjela na Balkán, odkud jako válečná zpravodajka reportovala o událostech v okolí chorvatských měst Karlovac a Osijek. Po návratu se stala tiskovou mluvčí protidrogové komise a současně začala přednášet na vystudované Fakultě sociálních věd.
Od roku 1997 dramaturgicky připravovala pro televizní stanici Nova talk show pořad Áčko. Poté Novu opustila, ale opětovně se na ni zase vrátila, když se stala výkonnou producentkou pořadu Mr. GS. Roku 2010 přijala nabídku od České televize a zastávala v této společnosti pozici vedoucí oddělení marketingu a komunikace. Posléze si k této práci přibrala ještě dramaturgii některých dalších pořadů. Podílela se tak na přípravě několika příspěvků pořadu Třináctá komnata nebo na sérii Tajemství rodu.